# بشرناطا
بشرناطا هي قرية أرثوذكسية شرقية في قضاء الكورة في لبنان.
34°20′37″N 35°59′14″E / 34.3435°N 35.9873°E